# Donja Purgarija
Donja Purgarija – wieś w Chorwacji, w żupanii zagrzebskiej, w gminie Klinča Sela. W 2011 roku liczyła 123 mieszkańców.